# ان۱
ان۱ (انگلیسی: N1) شرکت خرده‌فروشی ایسلندی است، که در سال ۲۰۰۷ تأسیس شد.